# Rio Gheorghe
O Rio Gheorghe é um rio da Romênia, afluente do Schitu, localizado no distrito de Neamţ.